# Kościół Matki Boskiej Różańcowej w Świerkocinie
Kościół pw. Matki Boskiej Różańcowej w Świerkocinie – katolicki kościół filialny znajdujący się w Świerkocinie (powiat gorzowski). Wybudowany pierwotnie jako świątynia protestancka w 1848 i zachowany częściowo w oryginalnym kształcie stanowi pamiątkę osadnictwa na błotach nadwarciańskich. Przynależy do parafii w Pyrzanach.

## Historia
Wieś była osadą dla kolonistów fryderycjańskich, zagospodarowujących błota nadwarciańskie. Do niewiele wcześniej założonej wsi w 1774 sprowadzono 42 robotniczo-rzemieślnicze rodziny kolonistów, których osadzono w bliźniaczych domkach i uposażono niewielkimi działkami na działalność rolniczą. 12 czerwca 1780 (po sześciu latach urządzania się w nowej wsi), 41 tutejszych kolonistów, korzystających dotąd ze świątyni w Pyrzanach, zwróciło się do króla z prośbą o pomoc finansową na budowę własnego kościoła, jednak król ufundował tylko dom dla nauczyciela, którego duża izba mogła być wykorzystywana jako szkoła oraz sala modlitw. W 1784 i 1795 dokumenty wspominały o kościele, ale porównanie z innym dokumentem z 1805 prowadzi do wniosku, że w obu wypadkach prawdopodobnie mowa była w istocie o sali modlitw w budynku szkolnym.
Przyjmuje się, że budynek współcześnie istniejącego kościoła powstał jako świątynia protestancka w konstrukcji szkieletowej w latach 1846-1848, choć badacze proponują także rok 1857. W 1895 zachodnią ścianę przebudowano, nadając jej charakter neogotycki, eliminując z niej mur pruski i wznosząc fasadę z cegły. Szczyt ozdobiono fryzem arkadkowym, wejście główne umieszczono na osi, flankując je ostrołukowo zwieńczonymi oknami. W 1934 otynkowano pozostałe ściany. Świątynia zatraciła wówczas swój pierwotny wygląd.
Obiekt zdewastowali (wraz z organami) żołnierze radzieccy, przekraczający w tym rejonie Wartę w 1945. Jako katolicki kościół konsekrowano 5 października 1945. Część jego wyposażenia, w tym obraz Matki Boskiej Różańcowej poświęcony w roku 1910, pochodziła ze świątyni we wsi Rychcice (ukr. Рихтичі) na terenie dzisiejszej Ukrainy i trafiła w nowe miejsce wraz z przesiedlonymi stamtąd rodzinami, które osiadły w Świerkocinie.

## Architektura
Mimo zmian kościół posiada oryginalny, prostokątny rzut oraz dach dwuspadowy (wtórnie pokryty blachą ocynkowaną). Salowa świątynia zachowała też na trzech ścianach empory, co w przypadku tego rejonu nie było regułą – katolicy często usuwali je po 1945. Fasady boczne są pięcioosiowe, z dwupoziomowym układem okien.  W elewacji wschodniej (szczytowej) zamurowano dolny poziom okien. Po II wojnie światowej wymieniono stolarkę okienną i ułożono nową posadzkę z lastriko (wcześniejsza była ceglana). Z oryginalnego wyposażenia pozostał żyrandol oraz ołtarz ambonowy, z którego jednak wymontowano kosz.
Kościołowi towarzyszy stalowa dzwonnica. Przy wejściu wisi żeliwna płaskorzeźba przedstawiająca Ostatnią Wieczerzę.

## Galeria

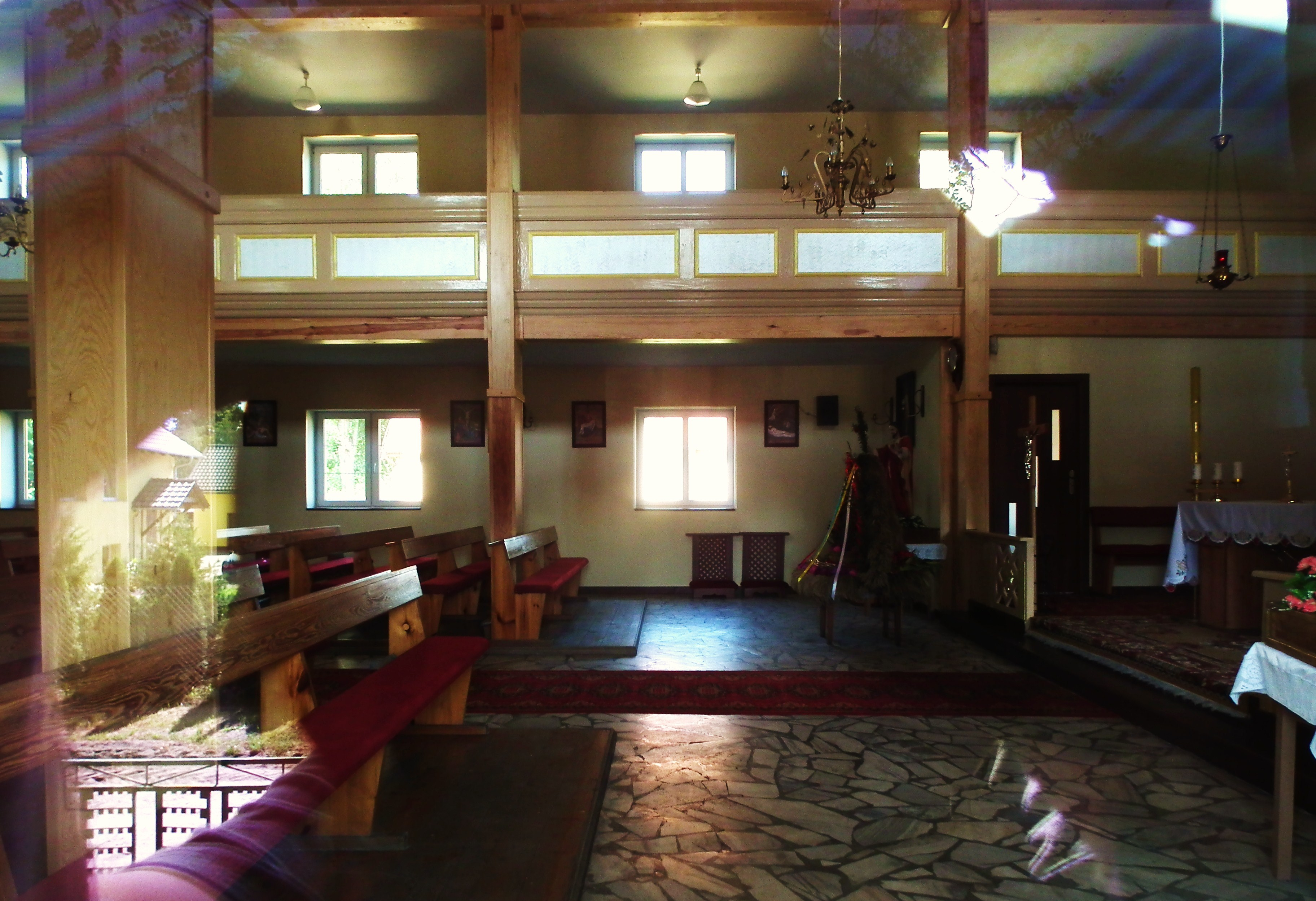
Wnętrze z emporami
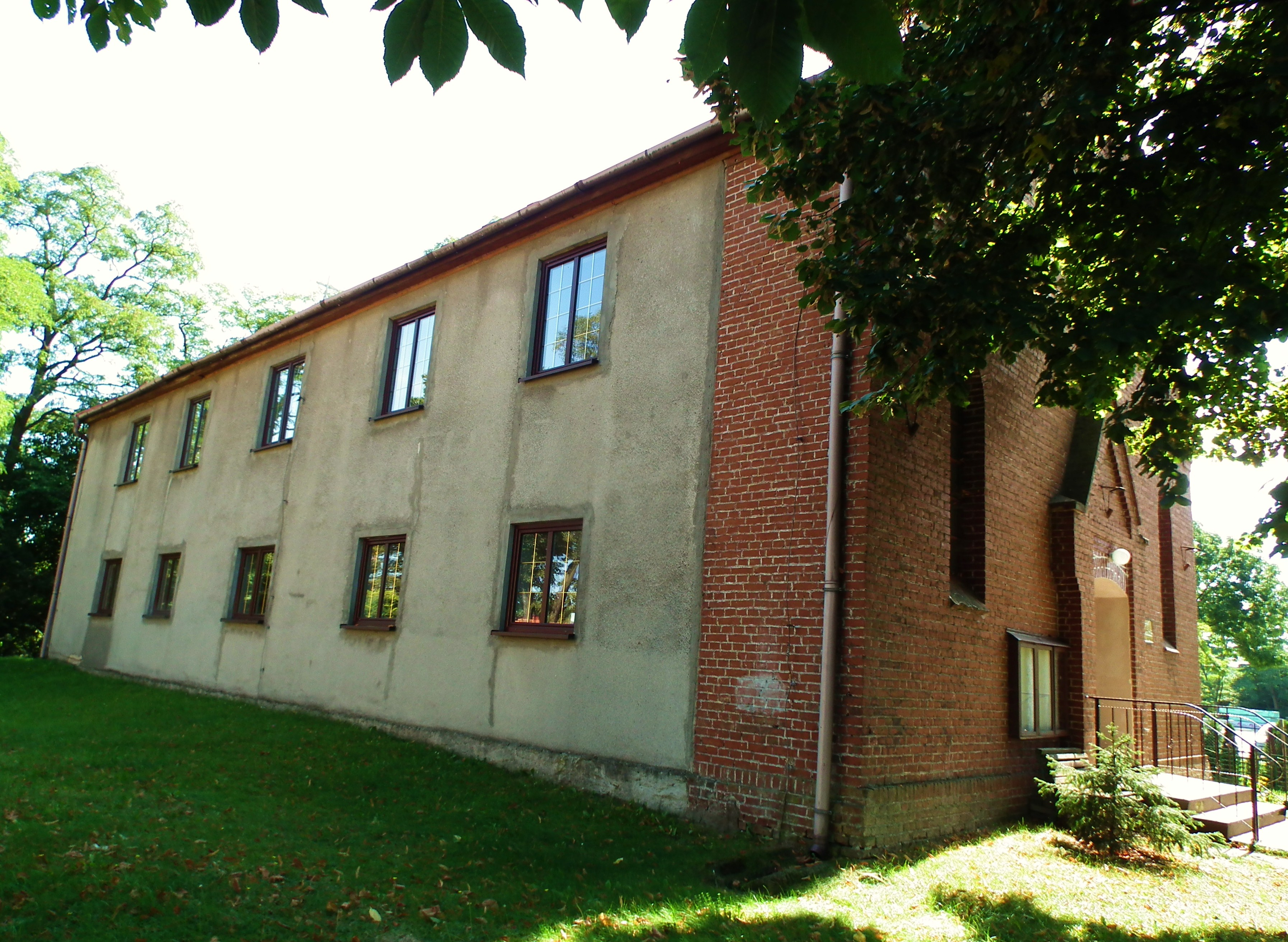
Okna fasady bocznej
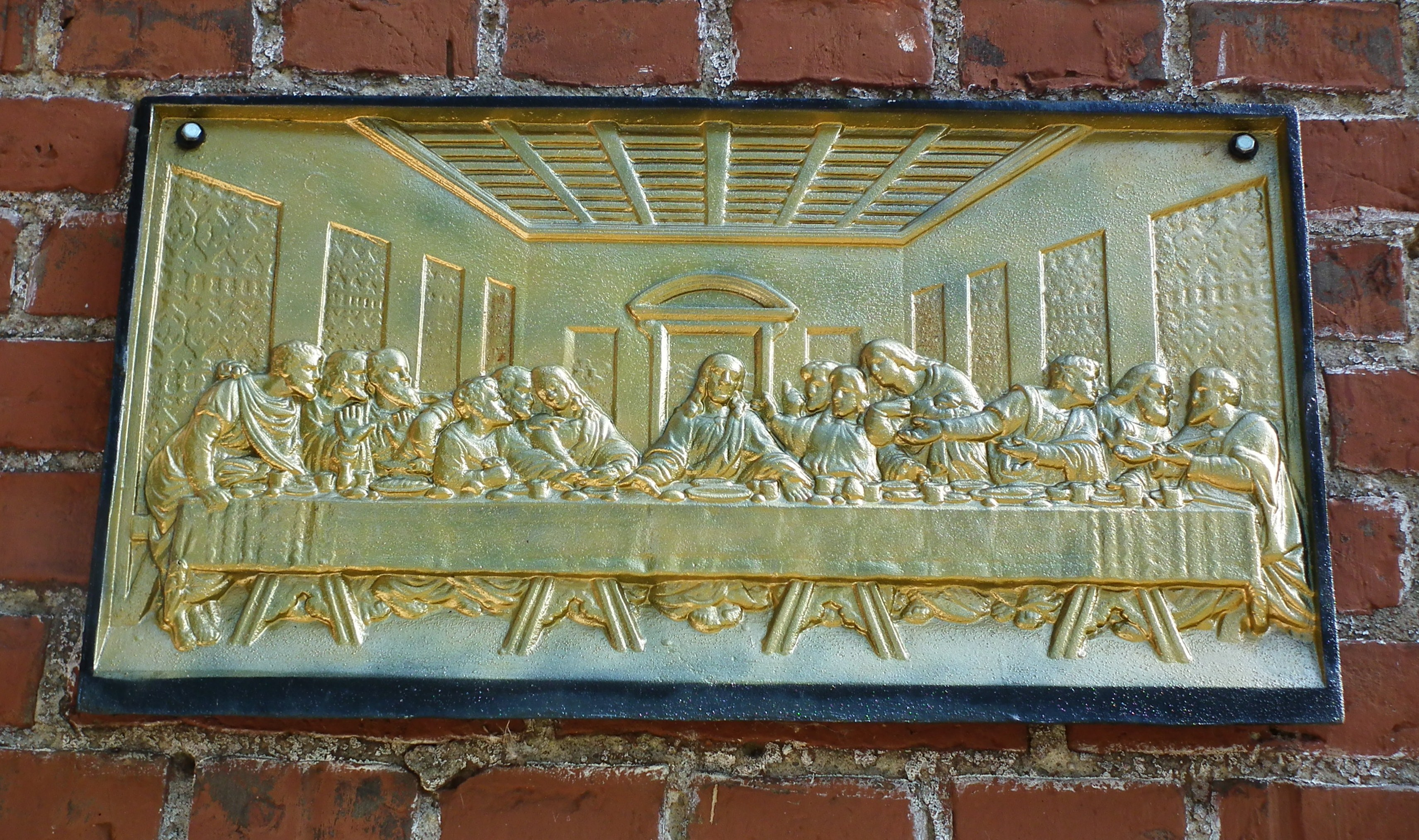
Żeliwna płaskorzeźba Ostatniej Wieczerzy